# Тимофієнко Михайло Іванович
Михайло Іванович Тимофієнко (нар. 11 жовтня 1956, Харківська область) — український радянський діяч, механізатор колгоспу «Маяк» Балаклійського району Харківської області. Депутат Верховної Ради СРСР 11-го скликання.

## Біографія
Освіта середня. У 1974 році закінчив Ізюмське міське професійно-технічне училище № 24. Півроку працював помічником машиніста тепловоза. Член ВЛКСМ.
У 1974—1975 роках — слюсар колгоспу «Маяк» Балаклійського району Харківської області. У 1975 році закінчив курси трактористів.
З 1975 року — механізатор колгоспу «Маяк» Балаклійського району Харківської області.
Потім — на пенсії в смт. Савинці Балаклійського району Харківської області.

## Нагороди та відзнаки
- знак ЦК ВЛКСМ «Золотий колос»
- знак ЦК ВЛКСМ «Молодий гвардієць ХІ п'ятирічки»